# Lateral pass
Lateral pass, podanie boczne – pojęcie w futbolu amerykańskim określające rzucenie piłki przez zawodnika drużyny atakującej do kolegi stojącego dalej lub w tej samej odległości do pola punktowego drużyny przeciwnej. 
Ten rodzaj podania, w przeciwieństwie do podania do przodu nie zdobywa pola, choć zawodnik do którego podano może biec z piłką.
Podczas danej próby podanie boczne można wykonywać dowolną liczbę razy, z dowolnego miejsca boiska.